# Danh sách đại sứ LGBT của Hoa Kỳ
Danh sách đại sứ LGBT của Hoa Kỳ này bao gồm các đại sứ của Hoa Kỳ đã công khai xác định là đồng tính nữ, đồng tính nam, song tính, chuyển giới hoặc là một phần của cộng đồng LGBT tại thời điểm họ được bổ nhiệm. Danh sách này bao gồm các đại sứ cho các quốc gia riêng lẻ trên thế giới, cho các tổ chức quốc tế (còn được gọi là đại diện thường trực) và các đại sứ lưu động.
Các đại sứ do Tổng thống Hoa Kỳ đề cử và được Thượng viện xác nhận. Các đại sứ phục vụ "theo mệnh lệnh của Tổng thống", có nghĩa là họ có thể bị sa thải bất cứ lúc nào.

## Danh sách
Đây là một danh sách chưa hoàn tất, và có thể sẽ không bao giờ thỏa mãn yêu cầu hoàn tất. Bạn có thể đóng góp bằng cách mở rộng nó bằng các thông tin đáng tin cậy.
| Tên                | Công nhận                                     | Trình quốc thư       | Kết thúc sứ mệnh    | Tổng thống     | Tham khảo   |
| ------------------ | --------------------------------------------- | -------------------- | ------------------- | -------------- | ----------- |
| James Hormel       | Luxembourg                                    | 8 tháng 9 năm 1999   | 1 tháng 1 năm 2001  | Bill Clinton   | [ 3 ] [ 4 ] |
| Michael Guest      | Romania                                       | 24 tháng 9 năm 2001  | 8 tháng 7 năm 2004  | George W. Bush | [ 5 ]       |
| Mark Dybul         | Kế hoạch Khẩn cấp Cứu trợ AIDS của Tổng thống | 11 tháng 8 năm 2006  | 20 tháng 1 năm 2009 | George W. Bush | [ 6 ]       |
| David Huebner      | New Zealand                                   | 4 tháng 12 năm 2009  | 17 tháng 1 năm 2014 | Barack Obama   | [ 7 ]       |
| David Huebner      | Samoa                                         | 23 tháng 2 năm 2010  | 17 tháng 1 năm 2014 | Barack Obama   | [ 7 ]       |
| Dan Baer           | Tổ chức An ninh và Hợp tác châu Âu            | 10 tháng 9 năm 2013  | 20 tháng 1 năm 2017 | Barack Obama   | [ 3 ] [ 4 ] |
| James Costos       | Tây Ban Nha                                   | 24 tháng 9 năm 2013  | 18 tháng 1 năm 2017 | Barack Obama   | [ 3 ] [ 4 ] |
| James Costos       | Andorra                                       | 4 tháng 4 năm 2014   | 18 tháng 1 năm 2017 | Barack Obama   | [ 3 ] [ 4 ] |
| Rufus Gifford      | Đan Mạch                                      | 13 tháng 9 năm 2013  | 20 tháng 1 năm 2017 | Barack Obama   | [ 3 ] [ 4 ] |
| Wally Brewster     | Cộng hòa Dominicana                           | 9 tháng 12 năm 2013  | 20 tháng 1 năm 2017 | Barack Obama   | [ 3 ] [ 4 ] |
| John Berry         | Úc                                            | 25 tháng 9 năm 2013  | 20 tháng 9 năm 2016 | Barack Obama   | [ 3 ] [ 4 ] |
| Ted Osius          | Việt Nam                                      | 16 tháng 12 năm 2014 | 4 tháng 11 năm 2017 | Barack Obama   | [ 3 ] [ 4 ] |
| Ted Osius          | Việt Nam                                      | 16 tháng 12 năm 2014 | 4 tháng 11 năm 2017 | Donald Trump   | [ 3 ] [ 4 ] |
| Ric Grenell        | Đức                                           | 8 tháng 5 năm 2018   | 1 tháng 6 năm 2020  | Donald Trump   | [ 3 ] [ 4 ] |
| Randy Berry        | Nepal                                         | 25 tháng 10 năm 2018 | nay                 | Donald Trump   | [ 8 ] [ 9 ] |
| Randy Berry        | Nepal                                         | 25 tháng 10 năm 2018 | nay                 | Joe Biden      | [ 8 ] [ 9 ] |
| Eric Nelson        | Bosnia và Herzegovina                         | 19 tháng 12 năm 2019 | 1 tháng 2 năm 2022  | Donald Trump   |             |
| Eric Nelson        | Bosnia và Herzegovina                         | 19 tháng 12 năm 2019 | 1 tháng 2 năm 2022  | Joe Biden      |             |
| Jeff Daigle        | Cape Verde                                    | 10 tháng 9 năm 2019  | nay                 | Donald Trump   |             |
| Jeff Daigle        | Cape Verde                                    | 10 tháng 9 năm 2019  | nay                 | Joe Biden      |             |
| Robert Gilchrist   | Litva                                         | 4 tháng 2 năm 2020   | nay                 | Donald Trump   |             |
| Robert Gilchrist   | Litva                                         | 4 tháng 2 năm 2020   | nay                 | Joe Biden      |             |
| Scott Miller       | Thụy Sĩ                                       | 11 tháng 1 năm 2022  | nay                 | Joe Biden      |             |
| Scott Miller       | Liechtenstein                                 | 16 tháng 2 năm 2022  | nay                 | Joe Biden      |             |
| Erik Ramanathan    | Thụy Điển                                     | 20 tháng 1 năm 2022  | nay                 | Joe Biden      | [ 10 ]      |
| Christopher Lamora | Cameroon                                      | 21 tháng 3 năm 2022  | nay                 | Joe Biden      | [ 11 ]      |